# ТВ Ружа
ТВ Ружа (слч. TV Ruža) је словачка приватна телевизија, из Ружомберка, која је покренута 15. новембра 2006. године, у 16:00h. Оснивач телевизије је био Јозеф Даниш. У емитовању телевизије су радили будући радници комерцијалних медија или радници масмедија. Телевизија је емитовала вести из Ружомберка и неколико сопствених емисија. Због финансијских проблема, телевизија је лета 2007. године угашена.